# Voalavo
Genre
Voalavo est un genre de rongeurs de la famille des Nesomyidae.

## Répartition

Le point vert montre la répartition de Voalavo antsahabensis et les points rouges, la répartition de Voalavo gymnocaudus.

Cette espèce est endémique de Madagascar.

## Liste des espèces
Selon ITIS (3 juin 2017) :
- Voalavo antsahabensis Goodman & al., 2005
- Voalavo gymnocaudus Carleton & Goodman, 1998